# Франсіско Агілар Баркеро
Франсіско Рамон де Хесус Агілар Баркеро (ісп. Francisco Ramón de Jesús Aguilar Barquero; 21 травня 1857 — 11 жовтня 1924) — костариканський політик, тимчасовий президент Коста-Рики у 1919—1920 роках.

## Біографія
Народився в сім'ї Франсіско Агілара Куберо та Марії Сакраменто Баркеро. 1880 року одружився з Наталією Моруа Ортіс. Від того шлюбу народились восьмеро дітей.
Працював шкільним учителем, після чого вивчав право на юридичному факультеті Університету Санто-Томас у серпні, який закінчив 1881 року. Після того працював суддею, професором юридичного факультету, заступником голови магістрату Верховного суду Коста-Рики та головою Асоціації адвокатів.
Від 1888 до 1889 року був губернатором Картаго, 1889 — військовим і морським міністром, у 1890—1892 — депутатом від Картаго, у 1912—1916 — депутатом від Сан-Хосе і третім заступником президента від 1914 до 1917року.
2 вересня 1919 року тимчасово зайняв пост президента Республіки. Прийшов до влади у надскладний момент, коли уряд США президента Вудро Вільсона відмовився визнавати президентом Коста-Рики Хуана Баутісту Кіроса та зажадав від нього передачі посади Агілару як третьому заступнику поваленого президента Альфредо Гонсалеса Флореса. 2 вересня Кірос скликав засідання уряду й оголосив Агілара тимчасовим президентом. Відповідно до Конституції 1871 року Агілар виконував обов'язки голови держави до виборів 1920 року, які виграв Хуліо Акоста Гарсія.
Правління Агілара, попри його короткостроковість, було плідним. Президенту довелось стикнутись із масштабним страйком робітників 1920 року, який він припинив мирним шляхом, а також йому довелось долати епідемію «іспанки».